# Den danske Brigades Hjemkomst
|  | Denne artikel er oprettet af botten Steenthbot ud fra en ekstern database. Den kan derfor have sproglige fejl eller mangler. Denne skabelon kan fjernes efter kontrol af indholdet. |

Den danske Brigades Hjemkomst er en dansk dokumentarisk optagelse fra 1945.

## Handling
Ugerevy med billeder fra den danske brigades hjemkomst i Helsingør.